# Kerodon
A Kerodon vagy mokó az emlősök (Mammalia) osztályának rágcsálók (Rodentia) rendjébe, ezen belül a tengerimalacfélék (Caviidae) családjába tartozó nem.

## Rendszerezés
A nembe az alábbi 2 élő faj tartozik:
- Kerodon acrobata Moojen, Locks, & Langguth, 1997
- szirti tengerimalac (Kerodon rupestris) Wied, 1820 – típusfaj

A Kerodon nemet korábban a tengerimalacformák (Caviinae) alcsaládjába helyezték.

## Élőhelyük, életmódjuk

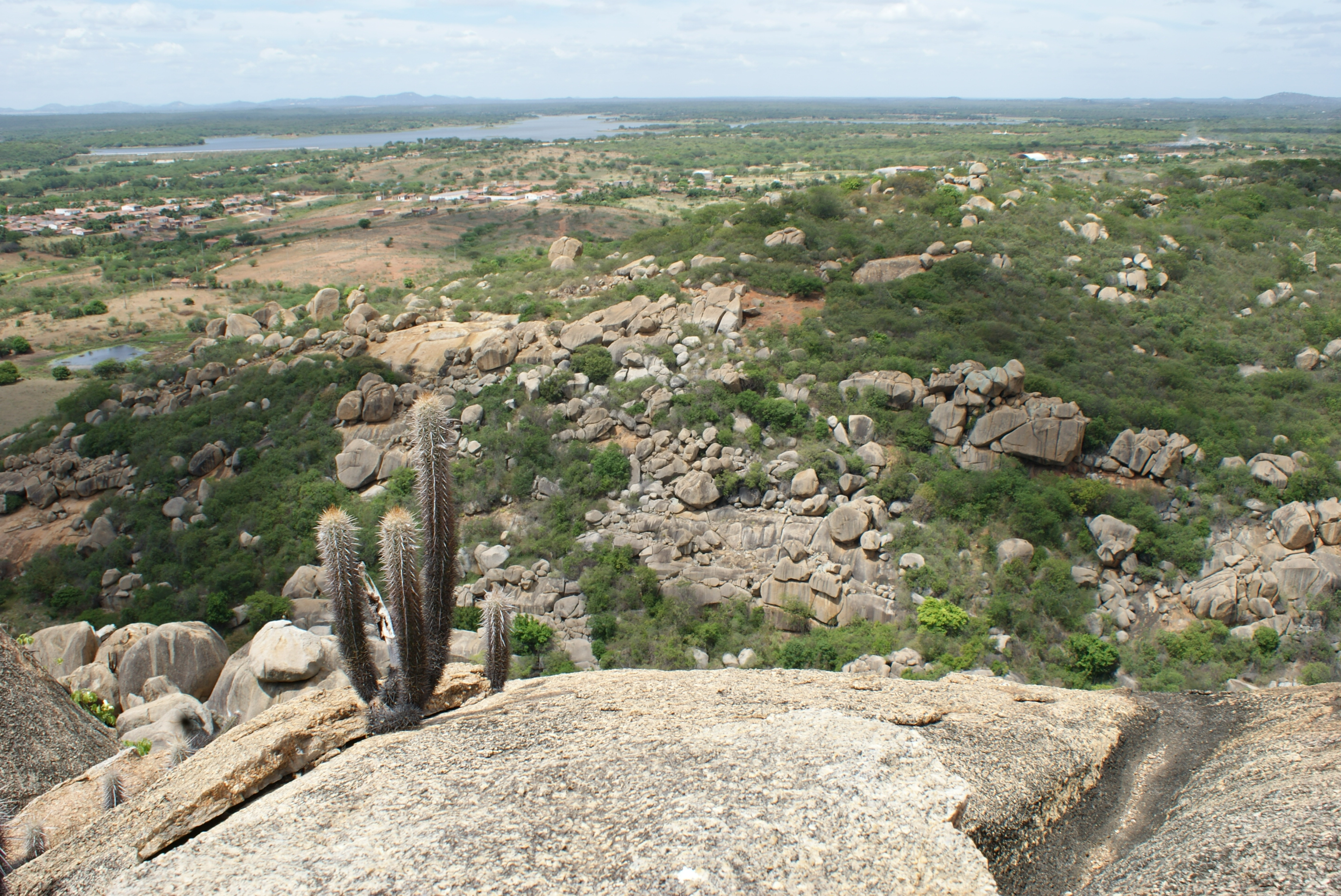
A mokók élőhelye

Brazília területén élnek. Ezen a területen gyakoriak a sziklás területek, melyhez jól alkalmazkodott. A gránittömbök rései és repedései ideális rejtekhelyet jelentenek. A hűvösebb esti órákban bújnak elő táplálkozni. A fákra is ügyesen felmásznak a fiatal levelekért.